# Chimaerochloa
Chimaerochloa, rod trajnica iz porodice trava smješten u tribus Danthonieae, dio potporodice Danthonioideae. Jedina vrsta je C. archboldii sa Nove Gvineje
Naraste 60-90 cm. visine

## Sinonimi
- Chionochloa archboldii (Hitchc.) Conert
- Cortaderia archboldii (Hitchc.) Connor & Edgar
- Danthonia archboldii Hitchc.
- Danthonia macgregorii Jansen